# Theretra jugurtha
Theretra jugurtha là một loài bướm đêm thuộc họ Sphingidae. Loài này có ở wooded areas in tropical Châu Phi.
Chiều dài cánh trước là 37–45 mm. Thân và cánh trước màu o liu đất. Cánh dưới màu nâu tối, rất giống với Hippotion irregularis.
Ấu trùng ăn các loài Vitis. Ấn trùng có đầu và cơ màu xanh lá cây.

## Phụ loài
- Theretra jugurtha jugurtha
- Theretra jugurtha peracuta Darge, 1989 (đảo Bioko)